# Kadib Abyad
Kadib Abyad (Arabisch: كذب أبيض) is een Marokkaanse documentairefilm uit 2023, geregisseerd door Asmae El Moudir. De film verkent de zoektocht van de regisseur naar waarheid in haar familiegeschiedenis, waarbij persoonlijke en nationale geschiedenis worden gecombineerd.

## Verhaal
De zoektocht van een Marokkaanse vrouw naar de waarheid verstrengelt met een web van leugens in haar familiegeschiedenis. Als dochter en filmmaker smelt ze persoonlijke en nationale geschiedenis samen terwijl ze reflecteert op de Broodrellen van 1981, waarbij ze verbindingen legt met het hedendaagse Marokko.

## Release en ontvangst
De film ging op 24 mei 2023 in première op het Filmfestival van Cannes 2023 in de Un certain regard-sectie en won de prijs voor beste regisseur. De film kreeg positieve kritieken van de filmcritici, met een score van 100% op Rotten Tomatoes, gebaseerd op 13 beoordelingen. De film werd geselecteerd als Marokkaanse inzending voor de beste niet-Engelstalige film voor de 96ste Oscaruitreiking en kwam in december 2023 op de shortlist.